# 29e méridien est
En géographie, le 29e méridien est est le méridien joignant les points de la surface de la Terre dont la longitude est égale à 29° est.

## Géographie

### Dimensions
Comme tous les autres méridiens, la longueur du 29e méridien correspond à une demi-circonférence terrestre, soit 20 003,932 km. Au niveau de l'équateur, il est distant du méridien de Greenwich de 3 228 km,.
Avec le 151e méridien ouest, il forme un grand cercle passant par les pôles géographiques terrestres.

### Régions traversées
En commençant par le pôle Nord et descendant vers le sud au pôle Sud, Le 28e méridien est passe par:
| Coordonnées          | Pays, territoire ou mer          | Notes                                                                              |
| -------------------- | -------------------------------- | ---------------------------------------------------------------------------------- |
| 90° 00′ N, 29° 00′ E | Océan Arctique                   |                                                                                    |
| 78° 56′ N, 29° 00′ E | Norvège                          | Île de Kongsøya, Svalbard                                                          |
| 78° 53′ N, 29° 00′ E | Mer de Barents                   |                                                                                    |
| 70° 52′ N, 29° 00′ E | Norvège                          |                                                                                    |
| 69° 43′ N, 29° 00′ E | Finlande                         |                                                                                    |
| 69° 18′ N, 29° 00′ E | Norvège                          |                                                                                    |
| 69° 02′ N, 29° 00′ E | Russie                           |                                                                                    |
| 68° 08′ N, 29° 00′ E | Finlande                         |                                                                                    |
| 61° 11′ N, 29° 00′ E | Russie                           |                                                                                    |
| 60° 12′ N, 29° 00′ E | Mer Baltique                     | Golfe de Finlande                                                                  |
| 59° 49′ N, 29° 00′ E | Russie                           |                                                                                    |
| 56° 02′ N, 29° 00′ E | Biélorussie                      |                                                                                    |
| 51° 34′ N, 29° 00′ E | Ukraine                          |                                                                                    |
| 47° 58′ N, 29° 00′ E | Moldavie                         | Passe par l'état de facto indépendant, mais non reconnu de Transnistrie            |
| 46° 29′ N, 29° 00′ E | Ukraine                          |                                                                                    |
| 46° 14′ N, 29° 00′ E | Moldavie                         | Sur environ 11 km                                                                  |
| 46° 09′ N, 29° 00′ E | Ukraine                          | Sur environ 7 km                                                                   |
| 46° 04′ N, 29° 00′ E | Moldavie                         | Sur environ 4 km                                                                   |
| 46° 02′ N, 29° 00′ E | Ukraine                          |                                                                                    |
| 45° 21′ N, 29° 00′ E | Roumanie                         |                                                                                    |
| 44° 40′ N, 29° 00′ E | Mer Noire                        |                                                                                    |
| 41° 15′ N, 29° 00′ E | Turquie                          | 25 km. Thrace, Passe par Istanbul et ses faubourgs                                 |
| 41° 02′ N, 29° 00′ E | Mer de Marmara                   |                                                                                    |
| 40° 39′ N, 29° 00′ E | Turquie                          | 19 km. Anatolie Pénisule Armutlu                                                   |
| 40° 28′ N, 29° 00′ E | Mer de Marmara                   | Golfe de Gemlik                                                                    |
| 40° 22′ N, 29° 00′ E | Turquie                          | 430 km. Anatolie                                                                   |
| 36° 43′ N, 29° 00′ E | Mer Méditerranée                 |                                                                                    |
| 30° 50′ N, 29° 00′ E | Égypte                           |                                                                                    |
| 22° 00′ N, 29° 00′ E | Soudan                           |                                                                                    |
| 10° 10′ N, 29° 00′ E | frontière du Abyei et Soudan     | Abyei est contrôlé par le Soudan et revendiquée par le Soudan du Sud               |
| 9° 40′ N, 29° 00′ E  | Soudan du Sud                    |                                                                                    |
| 4° 29′ N, 29° 00′ E  | République démocratique du Congo |                                                                                    |
| 2° 18′ S, 29° 00′ E  | Rwanda                           |                                                                                    |
| 2° 42′ S, 29° 00′ E  | République démocratique du Congo | Sur environ 8 km                                                                   |
| 2° 47′ S, 29° 00′ E  | Burundi                          | Sur environ 4 km                                                                   |
| 2° 49′ S, 29° 00′ E  | République démocratique du Congo |                                                                                    |
| 8° 27′ S, 29° 00′ E  | Zambie                           | Passe par le Lac Moero                                                             |
| 12° 17′ S, 29° 00′ E | République démocratique du Congo |                                                                                    |
| 13° 25′ S, 29° 00′ E | Zambie                           |                                                                                    |
| 15° 56′ S, 29° 00′ E | Zimbabwe                         | Passe par le Lac Kariba                                                            |
| 21° 46′ S, 29° 00′ E | Botswana                         |                                                                                    |
| 22° 16′ S, 29° 00′ E | Afrique du Sud                   | Limpopo Mpumalanga Gauteng - sur environ 14 km Mpumalanga État libre KwaZulu-Natal |
| 28° 55′ S, 29° 00′ E | Lesotho                          |                                                                                    |
| 30° 01′ S, 29° 00′ E | Afrique du Sud                   | Cap-Oriental                                                                       |
| 32° 09′ S, 29° 00′ E | Océan Indien                     |                                                                                    |
| 60° 00′ S, 29° 00′ E | Océan Austral                    |                                                                                    |
| 69° 45′ S, 29° 00′ E | Antarctique                      | Terre de la Reine-Maud, revendiquée par la Norvège                                 |